# Duchcovská stávka
Duchcovská stávka je jedno z používaných označení incidentu, který se odehrál 4. února 1931 v severočeském městě Duchcov. Protestní pochod proti snižování mezd a sílící nezaměstnanosti složený převážně z nezaměstnaných dělníků a horníků byl u místního železničního viaduktu zastaven zasahujícími četníky. Při nastalé potyčce vyprovokované protestujícími, spustili četníci palbu, při níž čtyři demonstranti zemřeli a několik dalších bylo zraněno. Neštěstí u duchcovského viaduktu bylo prvním podobným incidentem v Československu vyvolaným Velkou hospodářskou krizí, při němž došlo k ztrátám na životech.

## Příčiny a okolnosti

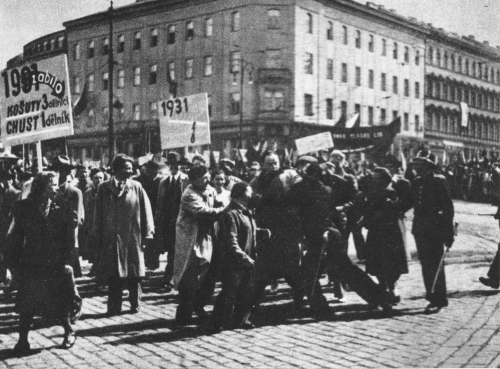
Dobové foto jedné z dělnických protestních stávek v r. 1931

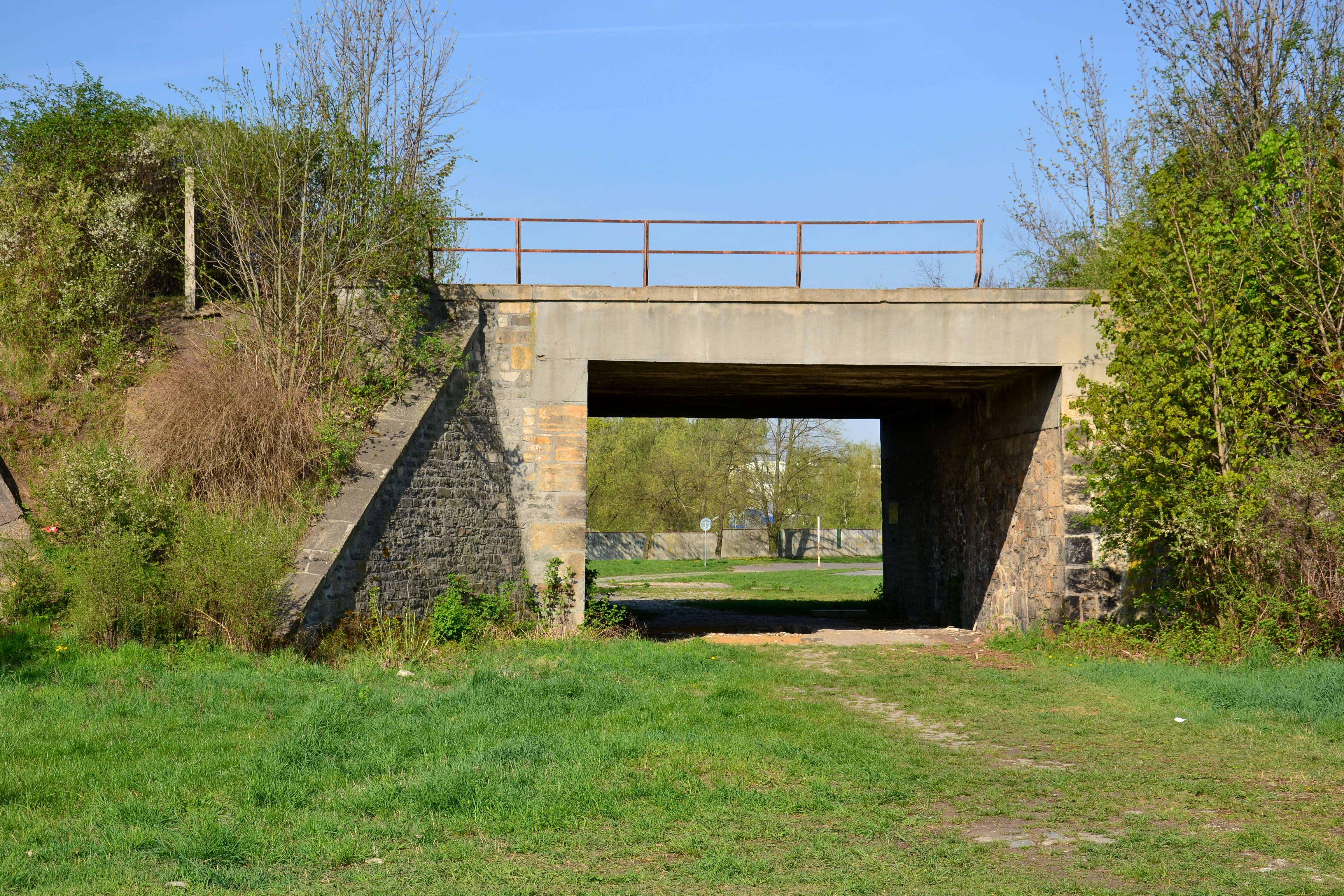
Duchcovský viadukt v dubnu 2018

Nástup Velké hospodářské krize se v Československu projevil se zpožděním[zdroj?], zato její projevy ustupovaly pomaleji než v jiných srovnatelných zemích. Průmyslová výroba klesla v roce 1930 na úroveň 89,2 % oproti roku 1929 a v roce 1931 na 80,7 % (nejhorším rokem byl rok 1933 s 60,2 %). S propadem ekonomiky přicházela nezaměstnanost a prudký propad životní úrovně, zejména u dělnických profesí, které tvořily velkou část tehdejšího ekonomicky aktivního obyvatelstva – v roce 1930 na 58,7 %. Jejich reálný příjem klesl oproti roku 1929 o 14,9 % (1931), v roce 1933 až o 35,2 %. Nezaměstnaní dělníci byli tehdy závislí na tzv. Gentském systému, podle něhož se vyplácela podpora v nezaměstnanosti pouze lidem organizovaným v odborech, které navíc samy rozdělovaly podporu získanou od státu a pojišťoven. Na tuto podporu však nedosáhli všichni pracující a tento systém tak vytvářel dva druhy dělníků – ti, kteří jsou před bídou chráněni podporou a ti, co nejsou. V prvních letech krize nedostávaly odbory KSČ, zvané Rudé odbory, od státu z právních důvodů peníze na podporu v nezaměstnanosti vlastních členů a jejich vliv postupně klesal. KSČ se tak musela mezi dělníky prosadit politickým radikalismem a kritikou gentského systému. Zpočátku se nesetkávala s přílišným úspěchem, ovšem s prohlubující se krizí získávala stále větší sympatie od nejhůře postavených dělníků, jejichž počet vzrostl zhruba na ⅓ až ½ v rámci dělnictva. Na počátku 30. let probíhaly v celém státě, zjm. v nejpostiženějších příhraničních oblastech stávky a hladové pochody, bojující za zlepšení životních podmínek obyvatelstva, v nichž měly často vedoucí úlohu zástupci komunistické strany. Důležitým impulzem pro sílící aktivitu stávkové hnutí na Duchcovsku i v ostatních místech ČSR na počátku roku 1931 bylo vyhlášení 25. února téhož roku Kominternou za den boje proti nezaměstnanosti. Protest v Duchcově byl jednou z řady akcí, při nichž KSČ stupňovala své přípravy na tento den.
Kromě běžných tradičních českých stran meziválečné ČSR, jako byly strana Národně socialistická nebo česká sociální demokracie měly velmi silný vliv německé strany, jelikož Duchcov, stejně jako většina měst severozápadních Čech, patřil do oblasti Sudet a byla zde proto silná německá menšina. Mezi touto složkou obyvatelstva převládali příznivci německých stran jako např. Německé sociální demokracie či Křesťansko-sociální strany lidové, ale lokálně silnou pozici měla i extrémistická Německá národně socialistická strana dělnická (DNSAP). Tito tzv. „Hakenkreuzleři“, kteří vydávali vlastní časopis Der Tag, se mohli opřít o silné německé nacionální hnutí, jež se projevilo již před a krátce i po vzniku republiky v roce 1918, kdy Němci nespokojení s postavením jejich národa v nově vzniklém Československu vyhlásili vznik autonomní provincie „Deutschböhmen“. Tato i jiné podobné snahy byly novým československým aparátem rychle potlačeny. Nicméně DNSAP si stále držela svůj relativní vliv, který ještě vzrostl s příchodem Velké hospodářské krize. Tradiční národnostní problémy v soužití Čechů a Němců byly nově doplněny také sociálními a ekonomickými problémy, které nebyl tehdejší prvorepublikový státní aparát schopen dostatečně a účinně řešit. Největší tragédií, vzniklou ze stejných důvodů jako v Duchcově (propad životní úrovně, ztráta zaměstnání, nízké platy atd.), a která také silně dopadla na německé obyvatelstvo první republiky, byla Frývaldovská stávka z listopadu 1931, při níž zemřelo osm demonstrantů, většinou právě Němců. Spojení nespokojeností po nacionální a socio-ekonomické stránce vedlo postupně k stále větší orientaci německé menšiny na extrémně pravicové strany, což vyústilo mimo jiné ve vítězství SdP Konráda Henleina ve volbách v roce 1935.

## Průběh

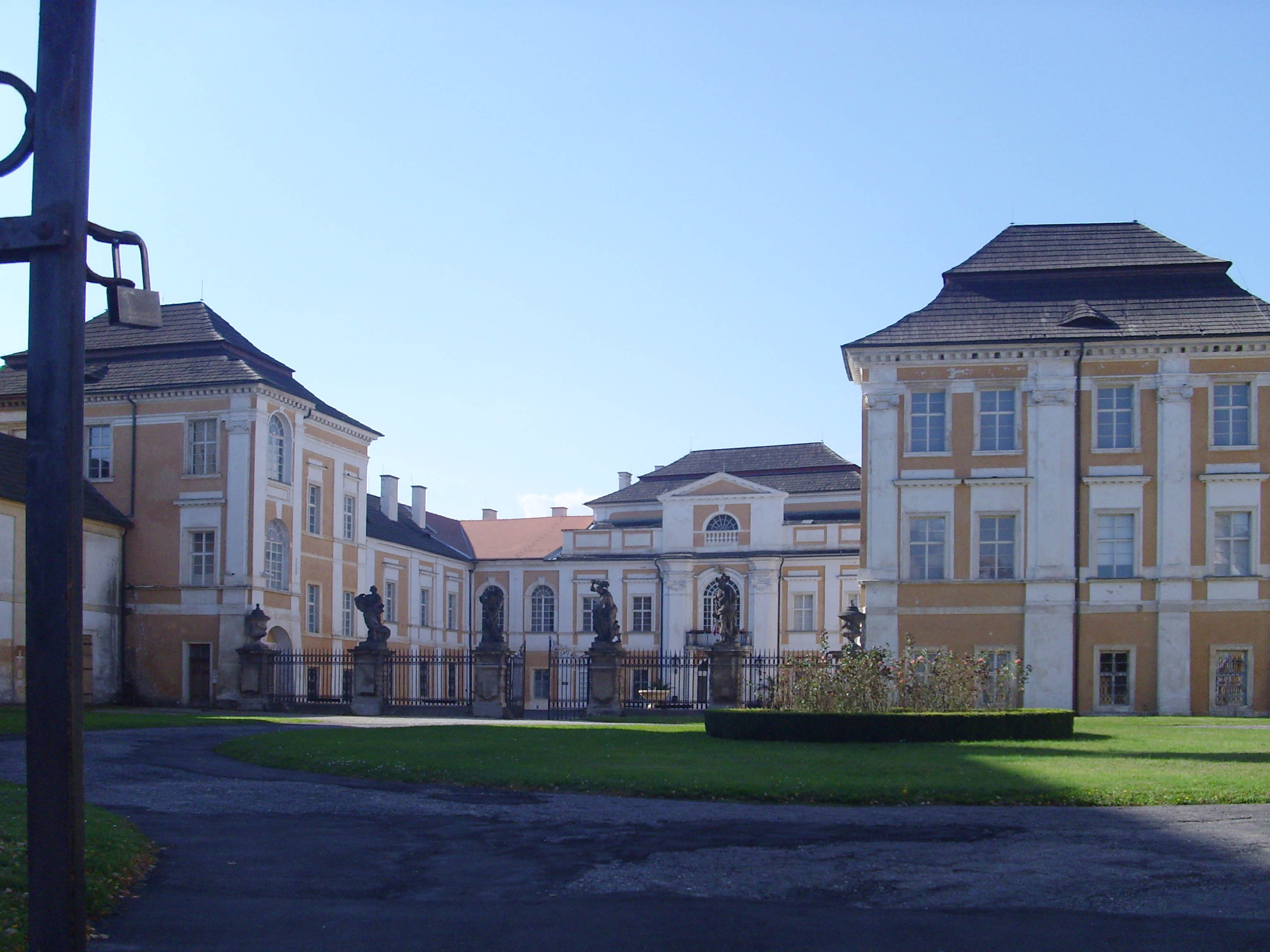
Duchcovský zámek, v roce 1931 sídlo okresního hejtmanství a cíl demonstrantů

Dne 4. února 1931 se začal v brzkých odpoledních hodinách v obci Ledvice nedaleko Duchcova formovat dav demonstrantů, přicházejících z města i blízkých menších obcí. Zhruba ve dvě hodiny se vydal průvod, v jehož čele stál senátor KSČ Petr Stránský, směrem k centru Duchcova. Jeho cílem mělo být zprvu náměstí v centru města, kde se měla konat úředně nepovolená demonstrace, neboli „tábor lidu“. Po formulaci požadavků se měl kordon stávkujících vydat k okresnímu hejtmanství, které tou dobou sídlilo v místním zámku, kde chtěli své návrhy předat. Kordon nezaměstnaných dělníků české i německé národnosti, čítající 150 až 500 osob, byl od počátku sledován skupinou 12 četníků, dohlížejících na průběh pochodu. Krátce před třetí hodinou odpoledne došlo celé shromáždění k železničnímu viaduktu na jižním okraji Duchcova. V úzkém prostoru silničního podjezdu čekala na procesí četnická uzávěra, která měla za úkol nevpustit demonstranty do města. Po výzvách k rozchodu vznikl mezi stávkujícími dělníky zmatek, zapříčiněný nejspíše stísněným prostorem bez možnosti snadného úniku v místě střetu, i skutečností, že byli obklíčení zepředu skupinou deseti četníků pod vedením Ferdinanda Emmera, i zezadu již zmíněnou jednotkou dvanácti četníků, která průvod od počátku sledovala.
V nastalé vypjaté situaci došlo k potyčce mezi předními řadami demonstrantů a četníky. V obžalobě proti Stránskému údajně stojí, že Emmer vyzval dav k rozchodu a dodal, „že do Duchcova nebude nikdo puštěn.“ Lidé ho však ignorovali, chytili se za ruce a „se schýlenými hlavami postupovali proti četníkům“.
Četníci stáli s nataženými puškami s bodáky, velmi pravděpodobně velitel Emmer vystřelil ve vyhrocené situaci jako první. Demonstranti se v domnění, že četníci mají slepé náboje, začali sápat po puškách četníků a v tom četníci začali hromadně střílet. Na zem padlo nejspíše devět dělníků, z nichž tři na místě zemřeli. Jednalo se o Josefa Kadlece (30 let), Josefa Studničku (27 let) a Aloise Lamače (32 let). Těžce zraněný devatenáctiletý Antonín Zeithammer zemřel téhož dne v nemocnici. Všichni čtyři mrtví byli nezaměstnaní.

## Důsledky

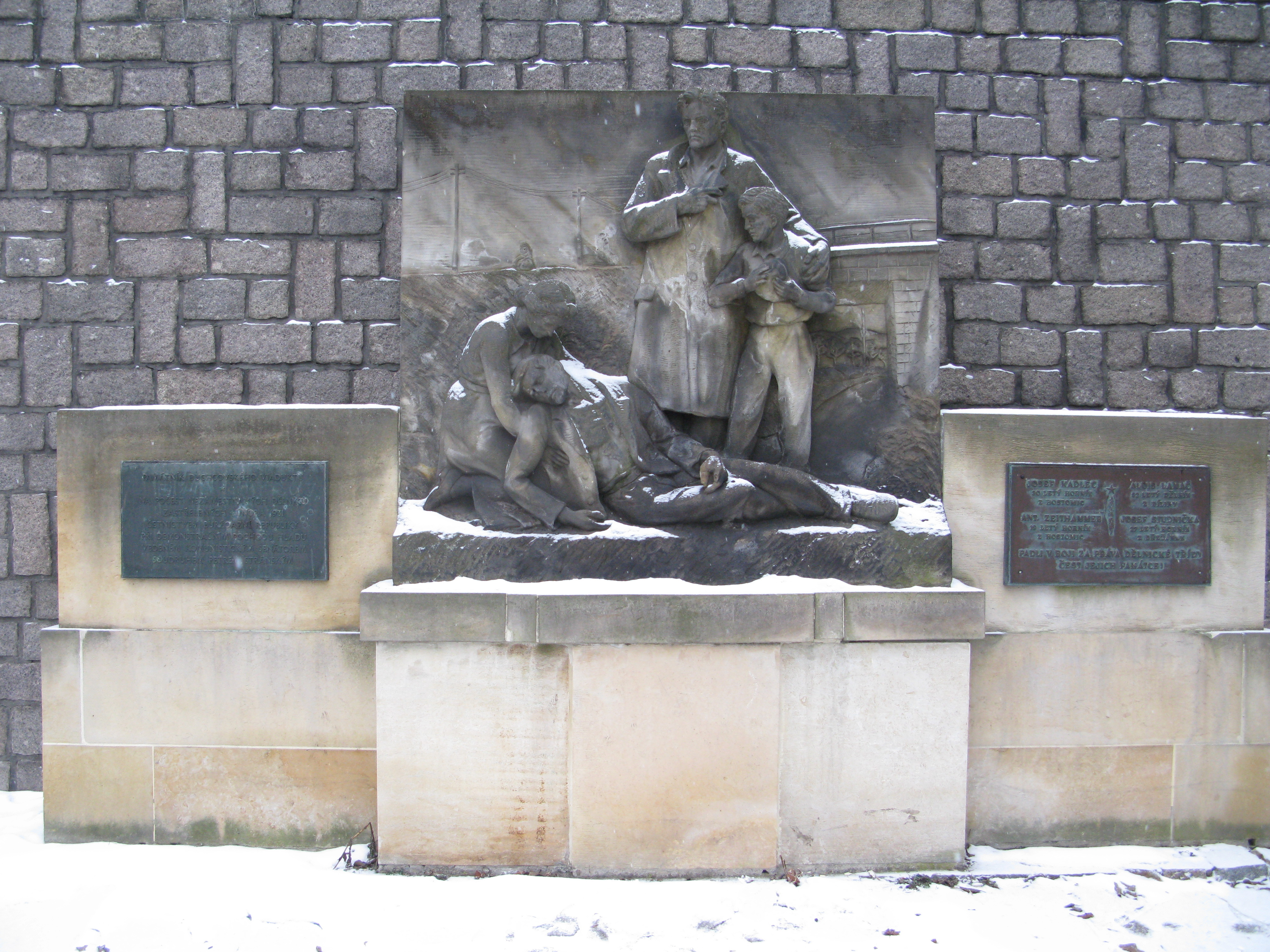
Památník duchcovského viaduktu

Událost měla silný vliv na celou společnost tehdejšího Československa. Jelikož se jednalo o první podobný incident, při němž umírali lidé, snesla se vlna kritiky nejen na státní moc (např. ministra vnitra Juraje Slávika), ale také na tehdejšího prezidenta Masaryka, s jehož jménem bylo spojováno heslo „Masaryk nechal střílet do dělníků“ (ačkoli žádnou takovou pravomoc samozřejmě neměl), resp. "...za Masaryka se střílelo do dělníků...". Podporu stávkujícím a obětem tragédie vyslovilo velké množství význačných osobností, jako např. F. X. Šalda, Ivan Olbracht, Marie Majerová nebo Vítězslav Nezval. V místě neštěstí prošli 7. února v Duchcově a 8. února ve Světci mohutné pohřební průvody uctívající památky obětí, které se staly zároveň nástrojem projevu odporu k tehdejšímu zřízení. Zároveň došlo ke krátkým protestním stávkám také na některých šachtách severočeského uhelného revíru. Přestože byla stávka krvavě potlačena, nezaměstnaní ani nespokojení horníci nepřestali prosazovat své požadavky a v roce 1932 se také dělníci z Duchcovska připojili k Velké mostecké stávce, která dopadla pro stávkující úspěchem.
Místo, kde se tragédie odehrála, tedy železobetonový železniční viadukt na trati mezi Ústím nad Labem a Chomutovem vzniklý na místě původního kamenného klenutého mostu byl po Vítězném únoru prohlášen za kulturní památku a stal se místem oficiálních pietních připomínkových akcí. V roce 1954 byl v jeho blízkosti vztyčen památník s bronzovými deskami a sochařskou výzdobou od akademického sochaře Karla Lercha (Památník duchcovského viaduktu). Památník se zde nacházel až do roku 1963,[zdroj⁠?!] kdy byl z důvodu rozšíření těžby uhlí přenesen na stávající místo na okraji zámecké zahrady, asi 1 km od místa neštěstí. V roce 1995 byl viaduktu odebrán statut národní památky.